# Aglais albapicata
Aglais albapicata är en fjärilsart som beskrevs av Cabeau 1925. Aglais albapicata ingår i släktet Aglais och familjen praktfjärilar. Inga underarter finns listade i Catalogue of Life.